# 128315 Dereknelson
128315 Dereknelson è un asteroide della fascia principale. Scoperto nel 2004, presenta un'orbita caratterizzata da un semiasse maggiore pari a 2,2150817 UA e da un'eccentricità di 0,1183560, inclinata di 4,66102° rispetto all'eclittica.